# Gianni De Nitti
Gianni De Nitti (* 9. April 2003 in Zürich, Schweiz) ist ein schweizerisch-italienischer Fußballtorhüter, der beim FC Zürich unter Vertrag steht und aktuell an den FC Schaffhausen ausgeliehen ist.

## Karriere

### Verein
Gianni De Nitti begann seine Karriere beim FC Red Star Zürich. Im Alter von elf Jahren wechselte er im Sommer 2014 innerstädtisch in die Jugendakademie des FC Zürich. Beim FC Zürich erhielt er im Jahr 2021 seinen ersten Profivertrag und wurde Stammtorhüter bei dessen U21-Mannschaft in der drittklassigen Promotion League. Er ist hinter Yanik Brecher und Zivko Kostadinovic dritter Torhüter. In seiner ersten Profisaison mit dem FC Zürich wurde er Schweizer Meister. Zu einem Einsatz im Fanionteam kam es allerdings noch nicht. Für die Saison 2023/24 wechselte er per Leihe zum FC Schaffhausen.

### Nationalmannschaft
De Nitti spielte bisher 8-mal für die Schweizer Juniorennationalmannschaft. Sein Länderspieldebüt in der U16 Auswahl gab er am 28. April 2019 gegen Chile U16.

## Titel

### Verein
- FC Zürich: Schweizer Meister 2022